# HD 6869
| HD 6869                                                                                                 | HD 6869                   |
| --- | ------------------------- |
| Beobachtungsdaten Äquinoktium: J2000.0, Epoche: J2000.0                                                 |                           |
| Sternbild                                                                                               | Phönix                    |
| Rektaszension                                                                                           | 01h 08m 33,8s             |
| Deklination                                                                                             | −46° 40′ 05″              |
| Scheinbare visuelle Gesamthelligkeit                                                                    | 6,9 mag                   |
| Spektralklasse                                                                                          | A9 V                      |
| Astrometrie                                                                                             |                           |
| Parallaxe                                                                                               | (12,2 ± 0,6) mas          |
| Entfernung                                                                                              | (268 ± 14) Lj (82 ± 4) pc |
| Katalogeinträge                                                                                         |                           |
| CD −47° 333 • CPD −47° 132 • HD 6869 • HIP 5363 • SAO 215379 • TYC 8032-1079-1 • WDS 01086-4640 • Slr 2 |                           |

HD 6869 ist ein knapp 300 Lichtjahre entferntes Sternsystem im Sternbild Phönix.
R. P. Sellors identifizierte den Stern Anfang der 1890er-Jahre als Doppelstern. Der Begleiter befindet sich bei einem Positionswinkel von 182° in einem Abstand von 1,2 Bogensekunden (2001). Ein weiterer, etwa 14 mag heller Stern befindet sich ca. 43″ entfernt bei einem Positionswinkel von 85° (1999).
Der Eintrag NGC 405 im New General Catalogue ist auf diesen Stern zurückzuführen: John Herschel beobachtete ihn während seiner Beobachtungen in Kapstadt (Beobachtungsnacht vom 6. September 1834). Dabei gelang es ihm nicht, den Stern scharf abzubilden und es war somit nicht klar, ob es sich um einen Stern handelte oder nicht, so dass er das Objekt unter der Nummer 2380 erfasste.